# Michail Isaakowitsch Mukassei
Michail Isaakowitsch Mukassei (russisch Михаил Исаакович Мукасей, wiss. Transliteration Michail Isaakovič Mukasej; * 13. August 1907 in Samostje, heute Belarus; † 19. August 2008) war ein russisch-sowjetischer Spion mit dem Decknamen Zephyr (Зефир), der entscheidende Informationen über einen möglichen Angriff von Japan auf die Sowjetunion im Zweiten Weltkrieg lieferte.
Mukassei wurde an der Leningrader Hochschule für Orientalistik und danach an einer Geheimdienstschule des Generalstabs ausgebildet. In den Jahren 1939 bis 1943 war er in Los Angeles (USA) tätig. Aufgrund seiner Informationen während des Zweiten Weltkrieges wusste die Sowjetunion, dass Japan die Sowjetunion nicht angreifen würde. Damit war es Josef Stalin möglich, seine Truppen vom Osten des Landes in den Westen zu verlegen, um den Kampf gegen die deutsche Invasion zu unterstützen.
Nach dem Zweiten Weltkrieg war Mukassei in Westeuropa aktiv und kehrte erst 1977 in die Sowjetunion zurück. Anschließend bildete er Agenten aus. Mukassei starb 2008 im Alter von 101 Jahren, seine Frau Jelisaweta (Deckname Elsa) 97-jährig im September 2009.